# 柳尚希
柳尚希（韓語：유상희，1964年—），是韓國已退役女子羽球運動員。
1984年，柳尚希與金練子一起贏得丹麥羽球公開賽女子雙打冠軍。隨後兩年皆衛冕成功。1985年，柳尚希參加IBF世界錦標賽，在那裡她與朴柱奉一起獲得混合雙打金牌，並與金練子一起獲得女子雙打銅牌。同年，她與金練子一起獲得日本羽球公開賽女子雙打冠軍。
1988年，她退出國際羽壇，並與1985年世界冠軍金文秀結婚。